# 1596
Évszázadok: 15. század – 16. század – 17. század
Évtizedek: 1540-es évek – 1550-es évek – 1560-as évek – 1570-es évek – 1580-as évek – 1590-es évek – 1600-as évek – 1610-es évek – 1620-as évek – 1630-as évek – 1640-es évek
Évek: 1591 – 1592 – 1593 – 1594 –  1595 – 1596 – 1597 – 1598 – 1599 – 1600 – 1601

## Események

### Határozott dátumú események
- június 17. – Rudolf magyar király esztergomi érsekké nevezi ki Fejérkövy Istvánt.[1]
- július 10. – Forgách Ferenc kerül a nyitrai püspöki székbe.[2]
- szeptember 21. – III. Mehmed szultán ostrom alá veszi Eger várát, amelynek helyőrsége október 13-án feladja azt.[3]
- október 26. – Mehmed a mezőkeresztesi csatában győzelmet arat Báthory Zsigmond felett.[4]

### Határozatlan dátumú események
- október A breszti zsinat kimondja Lengyel-Litván Királyság pravoszláv egyházának egyesülését a római katolikus egyházzal.[5]
- az év folyamán – 
  - A törökök megszervezik az egri vilajetet.[6]
  - Megérkezik az első, Frederick de Houtman vezette holland hajósexpedíció Szumátra és Jáva szigetére.[7][8]

## Az év témái

### 1596 a tudományban
- - Ludolph van Ceulen Vanden circkel című könyvében 20 tizedes pontossággal adja meg a pí értékét.[9]

## Születések
- február 2. – Jacob van Campen holland építész († 1657)
- március 31. – René Descartes francia filozófus († 1650)
- június 21. – Duchon János evangélikus lelkész, költő († ?)
- szeptember 3. – Nicola Amati olasz hangszerkészítő († 1684)

## Halálozások
- január 28. – Francis Drake angol tengerész, navigátor, felfedező és kalóz, politikus (* 1540)
- november 20. – Fejérkövy István magyar katolikus főpap (* 1522)
- Gonzalo Argote de Molina spanyol író, genealógus, történész (* 1548)